# Dominique Bur
Pour les personnes ayant le même patronyme, voir Bur.
Dominique Bur, né le 28 décembre 1947 à Monswiller (Bas-Rhin), est un haut fonctionnaire français qui fut notamment Délégué du gouvernement pour la Nouvelle Calédonie et les îles Wallis et Futuna, Haut-commissaire de la République en Nouvelle-Calédonie de 1995 à 1999. Il a terminé sa carrière comme préfet de la Région Nord Pas-de-Calais, préfet du département du Nord, préfet de la Zone de défense Nord. De mai 2014 à mai 2024, il est président du conseil d'administration de Sciences Po Strasbourg, dont il est lui même issu.
Depuis 2017, il préside l'Amicale des anciens préfets qui regroupe une centaine de membres.

## Formation
Après ses études au Lycée de Molsheim (Bas-Rhin), il a obtenu une licence en droit et un diplôme de l’Institut d'études politiques de Strasbourg (dont il a été le président du conseil d'administration entre 2014 et 2024), il poursuit par un DESS de droit public à Paris II Panthéon. Il intègre ensuite la promotion Léon Blum de l’École nationale d'administration (ÉNA), de 1973 à 1975, et choisit le ministère de l'Intérieur à la sortie, pour être affecté dans la Préfectorale.

## Haut fonctionnaire de l'État dans l’administration territoriale

### Les débuts
En 1975, il est nommé directeur de cabinet du préfet de Maine-et-Loire, puis en 1978 du préfet de la Seine-Saint-Denis.
Après avoir été détaché en 1981 comme auditeur au Conseil d’État, il rejoint en 1983 la direction générale des collectivités locales (DGCL) du ministère de l’Intérieur à la demande du directeur général (Éric Giuily), pour participer à la grande réforme de la Décentralisation. Il y est successivement directeur de cabinet d' É.Giuily puis affecté au sein de la sous-direction des finances locales et de l’action économique, d'abord comme adjoint au sous-directeur de 1983 à 1985, puis comme sous-directeur de 1985 à 1990. Dans ce poste il aura la responsabilité de la préparation et de la mise en oeuvre de tous les textes relatifs aux aspects financiers de la Décentralisation, ainsi que de la répartition des dotations financières aux collectivités territoriales.
En 1990 il est nommé en Conseil des ministres Directeur de l’Office des migrations internationales (OMI) avec pour mission de développer les actions menées par cet établissement au profit des préfectures. En1993, Dominique Perben l'appelle au ministère des Départements et Territoires d’outre-mer comme directeur des affaires politiques, administratives et financières de l'outre-mer (DAPAF), jusqu'en 1995.

### Haut-commissaire en Nouvelle-Calédonie
En 1995, il est nommé préfet, Délégué du Gouvernement pour la Nouvelle-Calédonie et les îles Wallis-et-Futuna, Haut-commissaire de la République en Nouvelle-Calédonie (dit « Haussaire »), pour gérer la fin de la période de 10 ans prévue par les Accords Matignon-Oudinot, conclus sous l'égide du Premier ministre, Michel Rocard, en 1988, après les évènements de la grotte d'Ouvéa. Il est l’exécutif de ce territoire d’outre-mer (TOM) de par le statut transitoire établi par ces Accords et la loi référendaire de 1988, en attendant l’organisation d’une consultation d’autodétermination en 1998. Prenant ses fonctions le 19 août 1995, il participe à la coordination et à la médiation des discussions sur l'avenir institutionnel de l’archipel entre les anti-indépendantistes du Rassemblement pour la Calédonie dans la République (RPCR) et les indépendantistes du Front de libération nationale kanak et socialiste (FLNKS), qui reprennent dès le 20 septembre suivant.
Il doit faire face à une intensification à partir de l’année 1996 des conflits sociaux (officiellement 30 cette année-là) faisant intervenir l’Union syndicale des travailleurs kanaks et des exploités (USTKE) : celle-ci organise la première manifestation pour la « défense de l’emploi local » qui réunit 5 000 personnes à Nouméa le 23 février 1996, tandis que la grève dans les établissements Ballande à partir d'août 1996 dure plus de trois mois et débouche sur un appel à la grève générale en octobre. S’y ajoute le « préalable minier », posé par le FLNKS à partir de septembre 1996, à toute reprise des négociations sur une solution institutionnelle consensuelle : l’alliance indépendantiste revendique que le gisement de Tiébaghi, détenu jusqu’ici par la Société Le Nickel (filiale du groupe minier et métallurgique Eramet), soit cédé à la Société minière du Sud Pacifique (SMSP, détenue par la Province Nord) afin d'alimenter le projet de la future usine du Nord. Des manifestations et des occupations des sites miniers ont lieu en octobre 1996, tandis que trois semaines de mobilisations sur ce sujet sont organisées en mars 1997 avec manifestations du FLNKS et appels à la grève générale de l’USTKE mais aussi de l’Union des syndicats des ouvriers et employés de Nouvelle-Calédonie (USOENC), principale centrale syndicale de l'archipel hors fonctionnaires. En 1998, une nouvelle organisation, le Syndicat libre unité et action (SLUA), provoque des grèves au port autonome de Nouméa et entre en rivalité directe avec l'Union syndicale des travailleurs kanaks et des exploités.
Dans ce contexte social et politique tendu, Dominique Bur dirige plusieurs réunions de travail entre les deux camps politiques opposés de Nouvelle-Calédonie et l'État. Le préalable minier est finalement levé au début de l'année 1998 grâce à un accord (dit de Bercy) d'échange de massifs miniers, permettant la création de l'usine minière du Nord. La résolution du préalable minier a ainsi rendu possible la signature de l'Accord de Nouméa le 5 mai 1998, par le Premier ministre Lionel Jospin, Jacques Lafleur et Rock Wamytan. L'Accord de Nouméa repousse l'échéance de l'autodétermination à une période allant de 2014 à 2018 et ouvre la voie, en attendant, à un statut de large autonomie à la Nouvelle-Calédonie avec de très importants transferts progressifs de compétences.
La mise en oeuvre de l'Accord de Nouméa nécessitant, en raison de ses dispositions très dérogatoires (notamment la création des "lois de pays"), la modification de la Constitution française, le Parlement réuni en Congrès à Versailles le 6 juillet 1998, a inséré un titre XIII dans notre loi fondamentale, consacré à la Nelle Calédonie, et qui prévoit une loi organique fixant un nouveau statut pour l'archipel. Dominique Bur est chargé de maintenir les échanges entre les signataires pour la préparation de cette loi organique. Après adoption de cette loi par le Parlement le 19 mars 1999 et la mise en place des institutions du nouveau statut, avec les élections provinciales du 9 mai 1999, Dominique Bur est rappelé en Métropole le 15 juillet 1999. Lui succède, en tant que Haut-commissaire, Thierry Lataste, qui a lui aussi été au premier plan de la préparation de l'accord de Nouméa puis de la loi organique en tant que directeur de cabinet du secrétaire d'État à l'outre-mer Jean-Jack Queyranne, au même titre qu'un ancien titulaire de l'exécutif territorial néo-calédonien, Alain Christnacht, alors conseiller à l'intérieur du Premier ministre Lionel Jospin et dont le rôle fut essentiel dans l'aboutissement du processus qui a abouti à l'Accord.

### Directeur général des collectivités locales
Après avoir été préfet de la Loire de juillet 1999 à septembre 2000, il est appelé à prendre la responsabilité de la direction générale des collectivités locales (DGCL) du ministère de l'Intérieur, jusqu'en 2004 et à préparer à ce titre un nouveau statut pour la Corse d'une part, et l'Acte II de la décentralisation voulu par le Premier ministre, Jean-Pierre Raffarin, d'autre part. 
Dès sa nomination il est chargé par le ministre de l'Intérieur de préparer un nouveau statut pour la Corse, visant à finaliser le « processus de Matignon » initié par Alain Christnacht, conseiller pour l'intérieur du Premier ministre. Ce statut fut adopté par le Parlement et mis en oeuvre dans la collectivité de Corse. Après l'élection présidentielle de 2002 et le changement de majorité gouvernementale, le nouveau ministre de l'intérieur, Nicolas Sarkozy a engagé une démarche en vue de supprimer les 2 collectivités départementales et de créer une collectivité territoriale à statut particulier( au sens de l'article 72 de la Constitution), la Collectivité de Corse, avec des compétences étendues. Le référendum local de 2003 ( rendu possible par la réforme constitutionnelle du 28 mars 2003) qui avait pour objet de faire approuver la réforme par les Corses ayant échoué, à un faible nombre de voix près, la démarche s'est interrompue. La fusion de la Collectivité de Corse et des 2 collectivités départementales ne se fera qu'au 1er janvier 2018, dans le cadre de la loi NOTRE du 7 août 2015.
L'acte II de la décentralisation englobe en fait trois textes : la loi constitutionnelle du 28 mars 2003, la loi organique du 29 juillet 2004 relative à l'autonomie financière des collectivités territoriales et enfin la loi du 13 août 2004 relative aux libertés et responsabilités locales. La loi du 28 mars 2003 a réécrit le titre XII de la Constitution et créé des outils juridiques nouveaux pour élargir le champ des possibles en matière de décentralisation et notamment: inscription de "l'organisation décentralisée de la République" dans l'article 1er de la Constitution, reconnaissance de la région comme collectivité territoriale à part entière, diversification des cadres statutaires à l'article 72, avec la possibilité de créer par la loi des collectivités à statut particulier, reconnaissance au profit des collectivités territoriales d'un pouvoir réglementaire autonome et d'un droit à l'expérimentation législative et réglementaire... La loi organique du 29 juillet 2004, a, quant à elle, redéfini les règles relatives à l'autonomie financière des collectivités territoriales, notamment en intégrant dans leurs ressources propres les impôts transférés, ainsi que les parts d'impôts d'État versées aux collectivités territoriales, en contrepartie des transferts de compétences. Enfin, la loi du 13 août 2004 relative aux libertés et responsabilités locales a complété cet ensemble juridique par une nouvelle vague de transferts de compétences en faveur des collectivités territoriales.

### Préfet de région
À partir de 2004, Dominique Bur va être nommé préfet de région  à quatre reprises : d'abord dans le Limousin (préfet de la Haute-Vienne) de août 2004 à mars 2007, ensuite en Bourgogne (préfet de Côte-d'Or) de mars 2007 à mai 2008, puis en région Midi-Pyrénées (préfet de la Haute-Garonne) de mai 2008 à mai 2011 et enfin dans le Nord-Pas-de-Calais (préfet du Nord, ainsi que préfet de la zone de défense et de sécurité Nord) à partir du mois de mai 2011,.
Touché par la limite d'age, il part en retraite le 18 août 2014. Jean-François Cordet lui succède du 19 août 2014 au 19 avril 2016.

## Décoration
- Commandeur de la Légion d'honneur Il est fait chevalier le 8 avril 1998[8], promu officier le 31 décembre 2006[9], et commandeur le 31 décembre 2013[10];
- Commandeur de l'ordre national du Mérite. Il est fait chevalier le 21 février 1995, promu officier le 30 avril 2002[11], et commandeur le 11 novembre 2010[12]
- Commandeur de l'Ordre de la Couronne (Belgique);
- Officier du Mérite agricole;
- Officier des Arts et lettres;
- Titulaire de la Médaille de l'aéronautique.

## Référence
1. ↑  « Conseil d'administration de l'IEP de Strasbourg »
2. ↑  [PDF] LOI n° 88-1028 du 9 novembre 1988. Portant dispositions statutaires et préparatoires à l’autodétermination de la Nouvelle-Calédonie en 1998, site du Congrès de la Nouvelle-Calédonie
3. 1 2  [PDF] I. LEBLIC, « Chronologie de la Nouvelle-Calédonie », Le Journal de la Société des Océanistes, n°117, 2003-2
4. ↑  J. Chatain, « Manipulations à Nouméa? », L’Humanité, 06/11/1998
5. ↑  « Un nouveau préfet dans le Nord : Bienvenue Monsieur Dominique Bur ! », Blog de Hervé-Marie Morelle, 08/04/2011
6. ↑  Légifrance Décret du 8 avril 2011 portant nomination du préfet de la région Nord - Pas-de-Calais, préfet de la zone de défense et de sécurité Nord, préfet du Nord (hors classe) - M. Bur (Dominique).
7. ↑  « Lille : Dominique Bur, préfet et locataire de la République », sur la voix du nord, 25 juillet 2014 (consulté le 30 juillet 2014)
8. ↑  Décret du 8 avril 1998 portant promotion et nomination
9. ↑  Décret du 31 décembre 2006 portant promotion et nomination
10. ↑  Décret du 31 décembre 2013 portant promotion
11. ↑  Décret du 30 avril 2002 portant promotion et nomination
12. ↑  Décret du 11 novembre 2010 portant promotion et nomination